# Frank Messervy
Frank Walter Messervy (Trinidad, 1893 - 1974) était un officier britannique. Il fut général d'armée honoraire (en 1948) de l’Armée indienne.

## Débuts de carrière
Il fit ses études à Eton College et à l’Académie militaire royale de Sandhurst et fut nommé sous-lieutenant de cavalerie dans l'Armée indienne le 22 janvier 1913.
Il combat en France, en Palestine et en Syrie pendant la Première Guerre mondiale. Il est nommé lieutenant en 1915 et capitaine en 1917.
Il sert en Inde de 1919 à 1938 avec une interruption pour suivre les cours de l'École de guerre de Camberley (1925-1926). Il est commandant en janvier 1931 puis instructeur à l'École de guerre de Quetta (1932-1936).
Il devient lieutenant-colonel en avril 1938, chef de corps du 13e Lanciers du Duc de Connaught (13th Duke of Connaught's Own Lancers), en Inde (1938-39) puis colonel en 1939.

## Seconde Guerre mondiale

### Afrique et Moyen-Orient
En 1940-41, avec rang de général de division, il commande la Force Gazelle, l’unité de reconnaissance de la 4e Division indienne d’infanterie, au Soudan et en Érythrée puis, en 1941, la 9e Brigade indienne d'infanterie à Keren, en Érythrée. Il reçoit le Distinguished Service Order le 30 décembre 1941. 
En 1941-1942, il commande la 4e Division indienne dans le Western Desert et en Cyrénaïque. 
En 1942, il commande, toujours en Cyrénaïque, la 1re Division blindée.
En 1942, il commande la 7e division blindée (Royaume-Uni) des "Rats du désert" dans le Western Desert, avant de rejoindre le quartier général des forces du Proche-Orient. Il est nommé Compagnon de l’Ordre du Bain (CB) le 9 septembre 1942.
Anecdote : Le 27 mai 1942, le général Messervy est capturé au cours d'une offensive du général Rommel. Il arrache rapidement ses insignes de grade avant d’être interrogé par un officier allemand des renseignements. Quand celui-ci demande au général quel est son grade, ce dernier répond « Soldat de deuxième classe ». Alors l’Allemand s’exclame « Vous devez être un parfait imbécile pour être toujours simple soldat à votre âge ». Le général Messervy s’évade le surlendemain.

### Asie

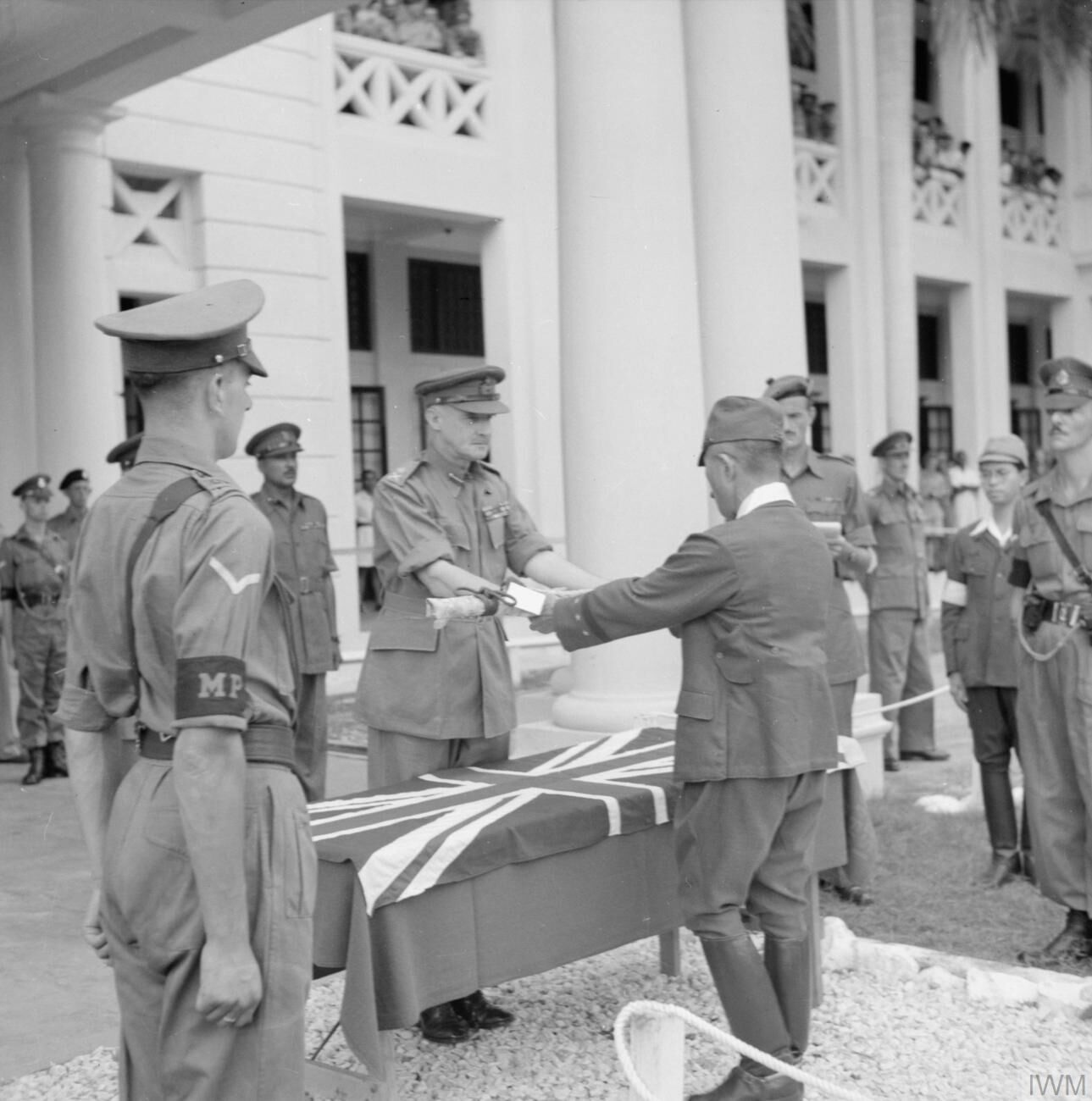
F. Messervy recevant la capitulation du Général Itakagi

- En 1942-1943, il commande la 43e Division blindée indienne.
- Nommé général de division en avril 1943, il commande en 1944-1945, pendant la campagne de Birmanie, la 7e Division indienne ; il reçoit une deuxième fois le Distinguished Service Order le 20 avril 1944 et est nommé Chevalier commandeur de l'Ordre de l'Empire britannique (KBE) le 5 juillet 1945.

Général de corps d'armée le 1er juin 1945, il est Commandant en chef en Malaisie en 1945-1946.

## Après guerre
En 1946-1947, il est Commandant en chef pour l'Inde du Nord ; nommé Chevalier commandeur de l'Ordre de l'Étoile des Indes (KCSI) le 12 juin 1947.
Avec rang de général d'armée, il termine sa carrière comme Commandant en chef de l'armée pakistanaise d'août 1947 jusqu’à son départ à la retraite, le 22 août 1948. Il est alors promu général d’armée honoraire.

## Sources et bibliographie
- (en) Biographie sur le site du King's College de Londres ; Liddell Hart Centre for Military Archives
- (en) La London Gazette, le Journal officiel britannique pour les dates des nominations, promotions et décorations
- Histoire de la Seconde Guerre mondiale de Sir Basil Liddell Hart, Fayard, 1973. Vision britannique des opérations militaires le capitaine Liddlell Hart (1895-1970), spécialiste reconnu de la stratégie et de l’armée blindée. Nombreuses cartes précises.
- (en) Irregular Regular, Colonel David Smiley, Michael Russell, Norwich, 1994  (ISBN 0-85955-202-0). Traduction française Au cœur de l’action clandestine : des Commandos au MI6, L'Esprit du Livre éditions, 2008  (ISBN 978-2-915960-27-3)